# 周宣灵王庙
28°57′57″N 118°51′45″E / 28.96583°N 118.86250°E
周宣灵王庙又名孝子庙，位于中国浙江省衢州市柯城区下营街18号，始建于南宋，是为纪念孝子周雄而建。相传周雄在母亲去世时因为过于哀伤，哭泣而死。现存建筑是明代重建，清代重修，建筑面西向，由门厅、正殿和后殿组成。1997年8月29日，列入浙江省文物保护单位，2013年5月，列入第七批全国重点文物保护单位。

## 图片
- 大门
- 门厅藻井
- 前院及正殿
- 正殿梁架
- 后院及后殿
- 后殿梁架